# Кизилшаруа
Кизилша́руа (каз. Қызылшаруа) — село у складі району Турара Рискулова Жамбильської області Казахстану. Входить до складу Акбулацького сільського округу.
У радянські часи село називалось Кизилшарва.
Населення — 1460 осіб (2021; 1235 у 2009, 1807 у 1999, 1837 у 1989).